# Chiropetalum intermedium
Chiropetalum intermedium är en törelväxtart som beskrevs av Ferdinand Albin Pax och Käthe Hoffmann. Chiropetalum intermedium ingår i släktet Chiropetalum och familjen törelväxter. Inga underarter finns listade i Catalogue of Life.